# Sebastián Salazar (futbolista)
Sebastián Salazar (Bogotá, 30 de septiembre de 1995) es un  futbolista colombiano. Juega de mediocampista y actualmente juega para el club Boyaca Chico en el Torneo Betplay Dimayor (Primera División del Fútbol Profesional Colombiano). Su última experiencia profesional fue en Bogota Fútbol Club de la Categoría Primera B de Colombia.[cita requerida]

## Trayectoria

### Santa Fe
En 2007 ingresó a las divisiones inferiores de Santa Fe, equipo del cual es hincha. Tras varios años de proceso en las inferiores, Sebastián debutó profesionalmente en 2014 a manos del técnico argentino Gustavo Costas, en un partido válido por la Copa Colombia. En su primer año como profesional, jugó 7 partidos e hizo parte del equipo campeón del Torneo Finalización. Ese mismo año fue convocado para representar a la Selección Colombia Sub-20 en varios partidos amistosos.
En 2015, Sebastián fue uno de los jugadores destacados de Santa Fe, jugando partidos de la Liga Águila, la Copa Libertadores, y la Copa Sudamericana, teniendo destacadas actuaciones y alternando la titularidad con Yeison Gordillo. Terminó el año de la mejor manera, ganando la Copa Sudamericana, donde fue titular en 9 de los 10 partidos en el torneo internacional, teniendo buenos partidos; siendo una de las figuras del equipo cardenal. [cita requerida]
Para el 2016, Salazar sigue siendo parte de la nómina del equipo albirrojo, jugando más de 16 partidos, y anotando su primer gol como profesional en la Copa Libertadores, frente al Cobresal.[cita requerida]

## Clubes y estadísticas
Actualizado al último partido jugado el 29 de septiembre de 2019.
| Santa Fe · Colombia | 1ª            | 2014          | 2   | 0 | 5  | 0 | 0  | 0 | 7   | 0 | 0,00 |
| Santa Fe · Colombia | 1ª            | 2015          | 18  | 0 | 6  | 0 | 12 | 0 | 36  | 0 | 0,00 |
| Santa Fe · Colombia | 1ª            | 2016          | 25  | 0 | 0  | 0 | 3  | 1 | 28  | 1 | 0,03 |
| Santa Fe · Colombia | 1ª            | 2017          | 31  | 1 | 3  | 0 | 8  | 0 | 42  | 1 | 0,02 |
| Santa Fe · Colombia | 1ª            | 2018          | 24  | 1 | 2  | 0 | 9  | 0 | 35  | 1 | 0,02 |
| Santa Fe · Colombia | 1ª            | 2019          | 15  | 1 | 1  | 0 | -  | - | 16  | 1 | 0,06 |
| Santa Fe · Colombia | Total club    | Total club    | 115 | 3 | 17 | 0 | 32 | 1 | 164 | 4 | 0,02 |
| Total carrera | Total carrera | Total carrera | 115 | 3 | 17 | 0 | 32 | 1 | 164 | 4 | 0,02 |
| (1) Incluye datos de la Copa Colombia / Superliga de Colombia. (2) Incluye datos de Copa Sudamericana / Copa Libertadores / Copa Suruga Bank. (3) No incluye goles en partidos amistosos. |               |               |     |   |    |   |    |   |     |   |      |

## Palmarés

### Campeonatos nacionales
| Título                | Club     | País     | Año  |
| --------------------- | -------- | -------- | ---- |
| Torneo Finalización   | Santa Fe | Colombia | 2014 |
| Superliga de Colombia | Santa Fe | Colombia | 2015 |
| Torneo Finalización   | Santa Fe | Colombia | 2016 |
| Superliga de Colombia | Santa Fe | Colombia | 2017 |

### Copas internacionales
| Título            | Club     | País     | Año  |
| ----------------- | -------- | -------- | ---- |
| Copa Sudamericana | Santa Fe | Colombia | 2015 |
| Copa Suruga Bank  | Santa Fe | Japón    | 2016 |